# 细小拟捻螺
细小拟捻螺（学名：Acteocina gracilis）为拟捻螺科拟捻螺属的动物。分布于日本、托里斯海峡以及中国大陆的河北等地，属于温带性种类。其主要栖息于潮间带砂质底。
其种加词来源于拉丁文“gracilis”，意为“纤细的”。